# الساندرو ولپه
الساندرو ولپه (انگلیسی: Alessandro Volpe؛ زادهٔ ۴ ژانویهٔ ۱۹۸۳) بازیکن فوتبال اهل ایتالیا است.
از باشگاه‌هایی که در آن بازی کرده‌است می‌توان به باشگاه فوتبال سالرنیتانا، باشگاه فوتبال ویرتوس لانچانو، البیا کالچو ۱۹۰۵، و باشگاه ورزشی لاتزیو اشاره کرد.